# Heinrich Kemper (Politiker, 1888)
Heinrich Kemper (* 25. Februar 1888 in Siegen; † 23. August 1962 in Trier) war ein deutscher Politiker (Zentrum, später CDU).

## Leben und Beruf
Kemper war seit 1923 als selbständiger Textilkaufmann in Trier tätig.

## Partei
Kemper trat 1924 in die Zentrumspartei ein und war von 1928 bis 1933 Vorsitzender des Zentrum-Bezirksverbandes Trier. Nach dem Zweiten Weltkrieg zählte er zu den Gründern der Christlich Demokratischen Partei (CDP) in Trier, aus der später der rheinland-pfälzische Landesverband der CDU hervorging. 1947 wurde er zum Vorsitzenden des CDU-Kreisverbandes Trier gewählt.

## Abgeordneter
Kemper war von 1924 bis 1933 Ratsmitglied der Stadt Trier und von 1930 bis 1933 Mitglied des Preußischen Landtages. Dem Deutschen Bundestag gehörte er seit dessen erster Wahl 1949 bis 1957 an. Im Parlament vertrat er den Wahlkreis Trier. Vom 20. März 1952 bis 1957 war er Vorsitzender des Bundestagsausschusses für Grenzlandfragen, nachdem er zuvor bereits seit 1949 dessen stellvertretender Vorsitzender gewesen war.

## Öffentliche Ämter
Kemper amtierte von 1946 bis 1949 als Oberbürgermeister der Stadt Trier. Für seine Verdienste um die Stadt Trier wurde er 1958 mit dem Ehrensiegel der Stadt Trier ausgezeichnet.